# Cotesia cyaniridis
Cotesia cyaniridis är en stekelart som först beskrevs av Riley 1889.  Cotesia cyaniridis ingår i släktet Cotesia och familjen bracksteklar. Inga underarter finns listade i Catalogue of Life.